# Marcus Antonius Pilatus
Marcus Antonius Pilatus war ein im 2. Jahrhundert n. Chr. lebender Angehöriger des römischen Ritterstandes (Eques).
Durch ein Militärdiplom, das auf den 24. September 151 datiert ist, ist belegt, dass Pilatus 151 Kommandeur der Ala I Hispanorum Aravacorum war, die zu diesem Zeitpunkt in der Provinz Pannonia superior stationiert war.